# How to Dismantle an Atomic Bomb
How to Dismantle an Atomic Bomb is het 11e studioalbum van de Ierse popgroep U2. De cd bevat de singles Vertigo, Sometimes You Can't Make It On Your Own, All Because Of You en Original Of The Species. Op het album borduurt U2 muzikaal gezien verder op All That You Can't Leave Behind, het voorgaande studioalbum. In totaal zijn er ruim 12 miljoen exemplaren verkocht.
Het album is vernoemd naar een bom die Bono zich als zijn vader voorstelde, de nummers op de cd leerden hem om te gaan met de dood van zijn vader in 2001.
In 2005 en 2006 won het alle negen Grammy Award-onderscheidingen waarvoor het was genomineerd, waaronder de Grammy Award voor Album of the Year in 2006.

## Tracklist
1. Vertigo – 3:13
2. Miracle Drug – 3:54
3. Sometimes You Can't Make It on Your Own – 5:05
4. Love and Peace or Else – 4:48
5. City of Blinding Lights – 5:46
6. All Because of You – 3:34
7. A Man and a Woman – 4:27
8. Crumbs from Your Table – 4:59
9. One Step Closer – 3:47
10. Original of the Species – 4:34
11. Yahweh – 4:22
12. Fast Cars – 3:44

Fast Cars was een bonus-track, die alleen verkrijgbaar was op de speciale edities in het Verenigd Koninkrijk en Japan.

## Bezetting
- Bono - zang, piano, gitaar
- The Edge - gitaar, keyboard, zang
- Adam Clayton - basgitaar
- Larry Mullen jr. - drums, zang
- Jacknife Lee - keyboard, synthesizer
- Daniel Lanois - gitaar, mandoline
- Brian Eno - synthesizer

Bono · The Edge · Adam Clayton · Larry Mullen jr.